# Naušahro

Mapa povodí Indu s vybranými centry včetně Naušahra

Naušahro (anglicky Nausharo, persky نوشهرو) je archeologická lokalita v pákistánském Balúčistánu, známá jako jedno z center harappské neboli protoindické kultury. Vykopávky byly uskutečněny v letech 1985–1996 týmem francouzských archeologů pod vedením Jeana-Françoise Jarrige (* 1940). Tým se stejným vedoucím již roku 1974 objevil 6 km vzdálený větší Méhrgarh (který má historii delší, až do neolitu). Třetím místem patřícím k téže kultuře je Pirak, nacházející se 20 km jižně od dnešního města Sibi.

## Periodizace
- Fáze IA cca 3000/2900–2800 př. n. l.
- Fáze IB cca 2800–2700 př. n. l.
- Fáze IC cca 2700–2600 př. n. l.
- Fáze ID cca 2600–2550 př. n. l. (přechodné období)
- Fáze IIA cca 2550–2300 př. n. l.
- Fáze IIB cca 2300–1900 př. n. l.
- Fáze III cca 1900–1800 př. n. l.